# Calciatore sudamericano dell'anno 1994
Il premio di calciatore sudamericano dell'anno per il 1994 fu assegnato a Cafu, calciatore brasiliano del San Paolo.

## Classifica
| Pos. | Calciatore          | Naz.      | Punti | Club            |
| ---- | ------------------- | --------- | ----- | --------------- |
| 1.   | Cafu                | Brasile   | 36    | San Paolo       |
| 2.   | José Luis Chilavert | Paraguay  | 35    | Vélez Sarsfield |
| 3.   | Gustavo López       | Argentina | 22    | Independiente   |
| 4.   | Sebastián Rambert   | Argentina | 21    | Independiente   |